# Лисицкий, Виктор Никитович
Ви́ктор Ники́тович Лиси́цкий (18 октября 1939, Магнитогорск, Челябинская область — 13 июня 2023, Москва) — советский гимнаст, пятикратный серебряный призёр Олимпийских игр. Заслуженный мастер спорта СССР. Член Союза художников России.

## Карьера
На Олимпийских играх в Токио Виктор выиграл 4 серебряных медали: в абсолютном и командном первенствах, в вольных упражнениях и в опорном прыжке.
С 1980-х годов возглавлял кафедру физкультуры Московского химико-технологического института им. Д. И. Менделеева.
Завоевал 7 золотых и 5 серебряных медалей чемпионатов Европы и 2 серебряные медали чемпионатов мира.
Виктор Лисицкий изображён на картине «Гимнасты СССР» академика Российской академии художеств Дмитрия Жилинского.
Занимался живописью с 2001 года. Член Союза художников России с 2008 года. Почётный член Российской академии художеств с 2015 года.
Скончался 13 июня 2023 года на 84-м году жизни.